# Devlet II. Geraj
Devlet II. Geraj je bil najstarejši sin krimskega kana Selima I. Geraja in v letih 1699–1702 in  1709–1713 kan tatarskega Krimskega kanata, * 1648, † 1718, Vize, Osmansko cesarstvo.

## Prvo vladanje (1699–1702)
Selim I. Geraj je ob svoji upokojitvi leta 1699 za svojega naslednika priporočil Devleta II. Geraja, ki je bil nato potrjen za krimskega kana. Vladal je v težkih časih. Že na začetku vladanja se je soočal s spopadom med svojimi brati in Kalga Nuredinom za vladarski položaj. Goran Gaza,  eden od udeležencev spora, je pobegnil v Budžaško hordo in tam okoli sebe zbral upornike, ki so se želeli otresti krimske nadoblasti. Devlet II. je upor zatrl in se kmalu zatem soočil s težavami od zunaj. Osmansko cesarstvo, ki je sklenilo mir z Moskvo, je pustilo ob strani vsa kanova opozorila, da namerava ruski car Peter Veliki nadaljevati vojno na jugu svojega cesarstva. Devlet II. Geraj je poskušal proti sultanovi volji  organizirati   opozorilno  kampanjo proti Rusom. Zbral je veliko vojsko, vendar mu je sultan takoj odvzel oblast in na prestol vrnil Selima I. Geraja.[mrtva povezava]

## Drugo vladanje (1709–1713 )
Drugo vladanje Deleta II je zaznamovalo dejstvo, da je podprl namero Zaporožja in Ivana Mazepo, da bi se Švedska Ukrajina  otresla moskovske nadoblasti. Po porazu švedsko-kozaške vojske pri Poltavi je kan dovolil kozakom, ki so se bali carjevega  maščevanja, naselitev v Krimskem kanatu ob Spodnjem Dnepru.
Devlet II. Geraj je še vedno izražal svoje strahove, da  Moskva ne namerava upoštevati dogovorjenega miru in bo kmalu začela osvajati ozemlje na Krimu na račun Osmanskega cesarstva. Sultanova reakcija je bila zaradi strahu pred vojno z Rusijo zelo medla. Ko je švedski kralj Karel XII. prepričal osmansko vlado, da je začela novo vojno proti Rusiji  (1710-1711), se je pridružil osmanski vojski. Rusija je izgubila vojno in Moldavijo. 
Sultan Ahmed III. je po obtožbah o nepravilnem ravnanju s švedskim kraljem Karlom XII., ki je v Osmanskem cesarstvu iskal politični azil, Devleta II. odstavil in ga izgnal na Rodos. Devlet II. je namreč med vojno z  Rusijo Karla XII. štel za vojnega ujetnika in zavračal njegove ukaze. 
Devlet II. se je z Rodosa preselil v Vize v sedanju Turčiji, kjer je leta 1718 umrl.